# Comté d'Oconee (Géorgie)
Pour les articles homonymes, voir Comté d'Oconee.
Le comté d'Oconee est un comté de Géorgie, aux États-Unis.

## Démographie
| 1880  | 1890  | 1900  | 1910   | 1920   | 1930  |
| ----- | ----- | ----- | ------ | ------ | ----- |
| 6 351 | 7 713 | 8 602 | 11 104 | 11 067 | 8 082 |

| 1940  | 1950  | 1960  | 1970  | 1980   | 1990   |
| ----- | ----- | ----- | ----- | ------ | ------ |
| 7 576 | 7 009 | 6 304 | 7 915 | 12 427 | 17 618 |

| 2000   | 2010   | - | - | - | - |
| ------ | ------ | - | - | - | - |
| 26 225 | 32 808 | - | - | - | - |